# Klenovac (Serbia)
Klenovac (cyr. Кленовац) – wieś w Serbii, w okręgu zajeczarskim, w mieście Zaječar. W 2011 roku liczyła 172 mieszkańców.